# ابوالحسن بهنیا
ابوالحسن بهنیا (زاده ۱۲۸۹ – درگذشته ۱۳۸۱) مهندس، استاد دانشگاه و از فن‌سالاران و کارگزاران اقتصادی دوره پهلوی بود. او از معدود ایرانیان دانش‌آموخته پلی‌تکنیک پاریس است.
پدرش خلیل‌خان مشاورالسلطان بود. تحصیلات ابتدائی و متوسطه را در تهران تمام کرد. در سال ۱۳۰۷ خورشیدی پس از موفقیت در مسابقه‌، جزو نخستین دانشجویان اعزامی به اروپا راهی فرانسه شد و از مدرسه پلی‌تکنیک پاریس در رشته مهندسی پل و شوسه مدرک گرفت.
بهنیا در سال ۱۳۱۵ به ایران برگشت و در وزارت راه استخدام و مأمور راه‌سازی در خوزستان شد. در سال ۱۳۲۱ رئیس راه مرکز و جنوب شد و تدریس در دانشکده فنی دانشگاه تهران را با رتبه دانشیاری آغاز کرد. پس از پنج سال به رتبه استادی رسید.
بهنیا در سال ۱۳۲۵ مدیرکل وزارت راه شد و سپس به عضویت هیئت مدیره بنگاه مستقل آبیاری درآمد و در سال ۱۳۲۹ مدیرعامل و رئیس هیئت مدیره این بنگاه شد. در اواخر نخست‌وزیری سپهبد زاهدی در سال ۱۳۳۳ برای مطالعاتی در زمینه آبیاری به پاریس فرستاده شد اما به محض اینکه در فروردین سال بعد به پاریس رسید، دولت عوض شد و او را برگرداندند و ابراهیم همایون‌فر را به جایش فرستادند.
در دوازدهم مهر ۱۳۳۹ در دولت شریف‌امامی وزیر راه شد و در ترمیم کابینه علی امینی نیز مدتی عهده‌دار همین سمت بود. پس از سقوط دولت دکتر امینی، به سازمان برنامه رفت و رئیس دفتر فنی آن سازمان شد. آخرین شغل دولتی وی ریاست هیئت مدیره و مدیرعاملی بانک رهنی از دوازدهم اسفند ۱۳۴۶ بود. بهنیا چند جلد کتاب درسی برای دانشکده فنی نوشت که انتشارات دانشگاه تهران چاپ کرد.